# Ohrkanus-Hörbuch- und Hörspielpreis
Der Ohrkanus-Hörbuch- und Hörspielpreis würdigte besondere Leistungen der deutschen Sprachkultur in den Medien Hörbuch und Hörspiel im deutschsprachigen Raum. Er wurde von 2007 bis 2013 jährlich vom Ohrkanus e. V.  verliehen; einem Verein, der es sich zum Ziel gesetzt hat, die genannten Medien in der Öffentlichkeit bekannter zu machen.
Die Jury setzte sich zu drei gleichen Teilen zusammen aus dem Ohrkanus-Vorstand und Kritikern, Produzenten und Fans im Internet. Die ersten Verleihungen des Preises, der in rund 20 Kategorien vergeben wurde, fanden in den Jahren 2007 bis 2009 in Rüsselsheim und in Essen statt. Von 2010 bis 2013 wurde der Preis in Berlin verliehen. Die Preisverleihung 2011 im Kino Babylon konnte live im Internet auf HörbuchFM mitverfolgt werden.
Eine Preisverleihung im Jahre 2014 wurde aus finanziellen und zeitlichen Gründen abgesagt. 2014 teilten die Veranstalter in einem Facebook-Kommentar mit, dass sie keine Motivation und Zeit mehr finden, die Veranstaltung fortzusetzen. Auch die Website ist mittlerweile nicht mehr online.